# روزا باربا
روزا باربا (بالإيطالية: Rosa Barba) هي فنانة إيطالية، ولدت في 1972 في جرجنت في إيطاليا.

## الجوائز
- جائزة زيروخ للفنون في العام 2025.[12]

## وصلات خارجية
- الموقع الرسمي
- روزا باربا على موقع IMDb (الإنجليزية)
- روزا باربا على موقع ميوزك برينز (الإنجليزية)